# 조돈영서
조돈영서(趙暾令書)는 경기도 수원시 팔달구에 있는 영서이다. 2014년 8월 29일 경기도의 유형문화재 제297호로 지정되었다.

## 개요
사도세자(思悼世子, 1735~1762)가 부왕인 영조를 대신하여 국정을 대리청정(1749~1762)하던 시기인 1757년(영조 33)에 조선(趙暾, 1716~1790)을 경기도관찰사로 제수하면서 내린 명령서다. 왕이 내릴 때는 유서(諭書)라 하고 세자가 대리청정기에 내릴 때는 영서(令書)라고 지칭한다. 사도세자 대리청정 시기에 작성된 희귀한 문서로 규모나 형식이 다른 영서에 비해 매우 뛰어나다. 
조돈은 영·정조대의 문신으로 본관은 풍양(豐壤)이고 자는 광서(光瑞)이며 호는 죽석(竹石)이다. 1740년(영조 16) 문과 급제 후 관직에 나아가 대사간, 대사헌, 경기도관찰사, 이조판서를 지냈으며 영조의 두터운 신임을 받았다. 시호는 숙헌(肅憲)이다.

## 참고 문헌
- 조돈영서 - 국가유산청 국가유산포털